# Eva Tylová
Eva Tylová (* 12. prosince 1959 Praha) je česká politička. V letech 2002–2003 a 2008–2010 byla ředitelkou České inspekce životního prostředí. Mezi roky 2006 a 2010 byla členkou Zastupitelstva hlavního města Prahy, zvolenou za Stranu zelených. Od roku 2006 je zastupitelkou (v letech 2010 až 2014 a znovu v letech 2018 až 2022 byla také místostarostkou) Prahy 12. V roce 2022 byla opět zvolena zastupitelkou hlavního města Praha, a to jako nestranička za Piráty.
V oblasti životního prostředí je významnou kritičkou tzv. supertendru na staré ekologické zátěže.

## Vzdělání a profesionální kariéra
Vystudovala Fakultu jadernou a fyzikálně inženýrskou ČVUT. Po studiích pracovala šest let v Ústavu pro výzkum, výrobu a využití radioizotopů.
Následně strávila rok v Českém ekologickém ústavu v oddělení posuzování vlivů na životní prostředí, v dalším roce (1993) nastoupila na Ministerstvo životního prostředí. V roce 1998 byla jmenována ředitelkou sekce technické ochrany životního prostředí MŽP a mezi roky 1999 a 2002 byla náměstkyní ministra životního prostředí. V letech 2002 až 2003 byla pověřena řízením České inspekce životního prostředí (ČIŽP). Poté několik let působila jako odborná poradkyně v oblasti životního prostředí. V letech 2005 až 2006 moderovala blok ekologických pořadů České televize „Na větvi“.[zdroj?]
Od jara 2007 byla náměstkyní ředitele ČIŽP. V březnu 2008 byla jmenována ředitelkou ČIŽP, 12. srpna 2010 ji nový ministr životního prostředí Pavel Drobil bez udání důvodu odvolal.

## Politická kariéra
V evropských volbách v roce 2004 neúspěšně kandidovala za Stranu pro otevřenou společnost (SOS), jejíž členkou v té době byla, do Evropského parlamentu.
V roce 2005 vstoupila do Strany zelených a na podzim roku 2006 za ni byla zvolena zastupitelkou Prahy a městské části Praha 12. V roce 2006 byla volební lídryní SZ v Plzeňském kraji při volbách do Poslanecké sněmovny PČR, ale poslankyní se nestala. Ve volbách do Senátu PČR v roce 2006 neúspěšně kandidovala za SZ v senátním obvodu č. 41 – Benešov.
V komunálních volbách v roce 2010 byla zvolena zastupitelkou Prahy 12 za Stranu zelených v rámci subjektu „Změna pro Prahu 12“ (tj. KDU-ČSL, SZ, Suverenita, KAN, Piráti a KONS), od prosince 2010 do března 2014 byla rovněž místostarostkou pro životní prostředí a územní rozvoj. V komunálních volbách v roce 2014 byla zvolena jako nezávislá zastupitelkou Prahy 12. Do zastupitelstva kandidovala z pozice lídryně kandidátky subjektu „Strana zelených s podporou Pirátů a LES“ (tj. SZ a nezávislí kandidáti).
Na českotřebovském celostátním sjezdu v listopadu 2012 byla zvolena členkou předsednictva Strany zelených. Po odchodu Martina Bursíka ze strany v srpnu 2013 jej jako jedna z prvních následovala.
Ve volbách do Senátu PČR v roce 2018 kandidovala za Piráty v obvodu č. 17 – Praha 12. Se ziskem 16,10 % hlasů skončila v prvním kole voleb na 2. místě a ve druhém kole se utkala s bývalým prezidentským kandidátem Pavlem Fischerem. V něm však prohrála poměrem hlasů 21,91 % : 78,08 %.
V komunálních volbách v roce 2018 kandidovala do zastupitelstva Prahy 12 z 2. místa kandidátky subjektu „Piráti s podporou Zelených“. Vlivem preferenčních hlasů však skončila první, a obhájila tak mandát zastupitelky městské části. Od listopadu 2018 do října 2022 byla také místostarostkou MČ Praha 12 pro územní rozvoj a životní prostředí.
V komunálních volbách v roce 2022 byla zvolena jako nestranička za Piráty zastupitelkou hlavního města Prahy. Byla také zvolena zastupitelkou městské části Praha 12, opět jako nestranička za Piráty. Skončila však ve funkci místostarostky městské části.
Ve volbách do Senátu PČR v roce 2024 kandidovala jako nestranička za Piráty v rámci koalice „Piráti, LES“ v obvodu č. 17 – Praha 12. Podpořili ji také Zelení. Se ziskem 12,52 % hlasů skončila na 3. místě, a senátorkou se tak nestala.
Ve sněmovních volbách v roce 2025 kandiduje na 14. místě kandidátní listiny Pirátů v Praze.

## Jiné aktivity
Je členkou Společnosti pro trvale udržitelný život a Přátel přírody, dále členkou Ekologické společnosti.[zdroj?] Patří mezi odpůrce výstavby golfového hřiště v Klánovickém lese a kritiky plánů výstavby dálnice D3 přes Posázaví.
Je rozvedená a má dva syny Tomáše a Jakuba.